# Adiantum poeppigianum
Adiantum poeppigianum là một loài thực vật có mạch trong họ Adiantaceae. Loài này được (Kuhn) Hieron. miêu tả khoa học đầu tiên năm 1909.